# Матвієво-Курганський краєзнавчий музей
Матвієво-Курганський краєзнавчий музей (рос. Матвеево-Курганский краеведческий музей) — музей у селищі Матвієв Курган, Матвієво-Курганський район, Ростовська область. 
Адреса музею: Ростовська обл., смт Матвієв Курган, вул. 1-го Травня, 18.

## Історія
Матвієво-Курганський районний краєзнавчий музей створений згідно з Постановою Голови Адміністрації Матвієво-Курганського району Ростовської області № 79 від 10 лютого 1999 року «Про створення комунального краєзнавчого музею». До цього часу в селищі виникла необхідність збереження і примноження матеріалів щодо історико-культурної спадщини району.
Перші експонати музею формувалися передачею в нього експонатів музею Бойової Слави при міському військкоматі, матеріалів їх особистих архівів жителів села. Відкриття музею відбулося 2000 року, і було приурочене до 55-річчя Перемоги у Великій Вітчизняній війні.
У районному Матвієво-Курганському краєзнавчому музеї є чотири виставкових зали.
У залах «Миус — фронт. 1941—1943 гг.» і «Революция. Гражданская война», «Афганистан. Чечня. Боль души» представлені експонати з історії воєн: Громадянської та Другої світової війни, подій в Афганістані, Чечні і участь в них жителів Матвієво-Курганського району. Серед експонатів — військова форма і обмундирування, зброя, картини, фотографії жителів села, учасників воєн.
Зала «Преданья старины глубокой» розповідає про історію села і району до 1917 року. В залі представлені предмети козацького побуту — праски, прядки, посуд, чоловічий та жіночий одяг, жіночі хустки.
У четвертому залі «Взгляд сквозь года», присвяченому розвитку Матвієво-Курганського району в роки радянської влади, зібрані матеріали з історії підприємств, діяльності громадських організацій району, виставки нумізматики, годин, старовинних радіоприймачів і т.д. Музей працює з ветеранами війни, дітьми і підлітками.
В даний час фонд музею налічує близько 2900 експонатів. Серед них: фотографії, документи, вишивки, ікони, нумізматика, вироби народних промислів Матвієво-Курганського району.
У музеї проводяться екскурсії з дошкільнятами і дітьми молодшого шкільного віку, виставки приватних колекцій, обмінні виставки Ростовського обласного музею краєзнавства.
Директор музею — Семерижная Любов Іванівна.